# Abu'l-Musafir al-Fath
Abu'l-Musafir al-Fath (mort en 929) est le dernier émir sajide d'Azerbaïdjan, ayant régné de 928 à 929. Il est un fils de Muhammad Ibn Abi'l-Saj. 
En 928, Abu'l-Musafir est investi du gouvernement de l'Azerbaïdjan par le Calife après la mort de son oncle, l'émir Yusuf Ibn Abi'l-Saj. Un peu plus d'un an plus tard, il est empoisonné à Ardabil par l'un de ses esclaves, ce qui met fin à la dynastie des Sajides. Wasif al-Shirvani lui succède en tant que gouverneur.